# مدرسة حسين داي للشرطة
مدرسة حسين داي للشرطة أو مدرسة حسين داي لتكوين الإطارات هي أول مراكز تكوين الشرطة الجزائرية، تم إنشائها سنة 1962 لتلبية الحاجيات التكوينية للشرطة الجزائرية وذلك  بضاحية حسين داي بمدينة الجزائر العاصمة.